# Zlátenka
Zlátenka (deutsch Zlatenka, auch Slatenka) ist eine Gemeinde in Tschechien. Sie liegt sieben Kilometer südöstlich von Pacov und gehört zum Okres Pelhřimov.

## Geographie
Zlátenka befindet sich im Südwesten der Böhmisch-Mährischen Höhe. Das Dorf liegt am Südwesthang des Hügels Zlatenka (645 m) in der Quellmulde eines kleinen Baches. Südlich erhebt sich der Peklo (649 m). Durch die Gemeinde führt die Staatsstraße 19 zwischen Pelhřimov und Chýnov.
Nachbarorte sind Proseč und Nesvačily im Norden, Leskovice im Nordosten, Němkovičky und Nová Cerekev im Osten, Moraveč im Südosten, Peklůvko, Na Peklově, Žlíbek, Lidmaňka und Lidmaň im Süden, Dobrá Voda u Pacova und Vysoká Lhota im Südwesten, Kámen im Westen sowie Černý Mlýn und Nový Dvůr im Nordwesten.

## Geschichte
Erstmals schriftlich erwähnt wurde das Dorf im Jahre 1362 als Zlatná Lhota. Der Name leitet sich von einer Goldlagerstätte ab, östlich des Ortes wurde ein Bergwerk betrieben. Bis 1614 gehörte Zlátenka zur Herrschaft Kamenitz und wurde danach nach Pacov untertänig. Schulort war zunächst Pošná und ab 1835 Kámen. Gepfarrt war Zlátenka immer nach Pošná.
Nach der Aufhebung der Patrimonialherrschaften bildete Zlaténka ab 1850 einen Ortsteil der Gemeinde Vysoká Lhota-Zlaténka in der Bezirkshauptmannschaft Pelhřimov und zwischen 1855 und 1868 in der Bezirkshauptmannschaft Pacov. 1869 kam Zlatenka wieder zum Bezirk Pelhřimov. 1921 entstand die Gemeinde Zlatenka. 1948 wurde das Dorf dem Okres Pacov zugeordnet. Seit dessen Aufhebung im Jahre 1961 gehört der Ort wieder zum Okres Pelhřimov. Im selben Jahre wurde der Ortsname in Zlátenka geändert. 1975 erfolgte die Eingemeindung nach Kámen. Seit 1990 besteht die Gemeinde Zlátenka wieder.

## Gemeindegliederung
Für die Gemeinde Zlátenka sind keine Ortsteile ausgewiesen.

## Sehenswürdigkeiten
- Kapelle am Dorfplatz
- Betsäule am Dorfplatz, geschaffen 1766